# Edna Diefenbaker
Edna May Brower Diefenbaker (Wawanesa (Manitoba), 30 november 1899   – Saskatoon (Saskatchewan), 7 februari 1951) was de Canadese vrouw van de 13e minister-president van Canada, John Diefenbaker.
Edna stond bekend als een zeer charismatische lerares die erg populair was. Als premiersvrouw gaf ze echter haar loopbaan als lerares op en zou zich volledig aan haar man wijden.
Als premiersvrouw bezocht zij vaak de steden die John Diefenbaker zou bezoeken om het nodige voorwerk te doen en haar man op de hoogte te stellen. Ook verbeterde ze zijn toespraken, trad als persoonlijk chauffeur op en wist ze de bescheidenheid van haar man te overwinnen door hem opener en meer toegankelijk voor de buitenwereld te maken. 
Diefenbaker overleed op 7 februari 1951 in Saskatoon Saskatchewan aan de gevolgen van leukemie. Twee jaar na haar overlijden trouwde John Diefenbaker met Olive Palmer.